# Prosopocoilus sircari
Prosopocoilus sircari es una especie de coleóptero de la familia Lucanidae.

## Distribución geográfica
Habita en Meghalaya (India).